# Sören Storks
Sören Storks (* 8. November 1986 in Velen) ist ein deutscher Fußballschiedsrichter.

## Karriere
Storks, der für den VfL Ramsdorf pfeift und sich als hauptberuflicher Zimmerermeister mit der Disposition von Baustellen beschäftigt, lebt in Ramsdorf.
Nachdem Storks seit der Saison 2012/13 insgesamt 29 Spiele der 3. Fußball-Liga leitete, wurde er ab der Saison 2015/16 in der zweiten Fußball-Bundesliga eingesetzt. Seit der Saison 2017/18 wird er in der Fußball-Bundesliga eingesetzt. Neben Sören Storks sind mit Bibiana Steinhaus, Sven Jablonski und Martin Petersen drei weitere Schiedsrichter in die Fußball-Bundesliga aufgestiegen, was die Zahl der Schiedsrichter in dieser Spielklasse von 23 auf 24 erhöhte.
Seinen ersten Bundesliga-Einsatz hatte er am 25. August 2017 bei der Partie 1. FC Köln gegen Hamburger SV, als er in der 2. Halbzeit für den verletzten Felix Brych übernahm. Die erste reguläre Ansetzung für ein Bundesligaspiel war am 19. September 2017 die Partie von Borussia Mönchengladbach gegen den VfB Stuttgart.
Storks verletzte sich im Verlauf der Rückrunde der Spielzeit 2020/21 am Knie und pfiff Ende April 2021 seine letzte Partie in der zweiten Bundesliga. Nach einer Knie-Operation und langen Rehabilitationsphase, gab er sein Comeback am 4. Februar 2023 bei der Partie Preußen Münster gegen Alemannia Aachen in der Regionalliga West. Aufgrund seiner lang anhaltenden Knieverletzung wird Storks regelmäßig als Video-Assistent eingesetzt.